# Mike Hanke
Mike Hanke (Hamm, 1983. november 5. –) német labdarúgó, jelenleg a Guizhou Renhe csapatában  csatár poszton játszik.

## Pályafutása
A 2001/02-es szezonban mutatkozott be a német Bundesligában a Schalke 04-ben. A 2005/06-os idényben a VfL Wolfsburg leigazolta a Wolfsburg vezetőedzője, Thomas Strunz kérésére.
2005. június 8-án volt először volt tagja a német labdarúgó-válogatottnak, amely a 2005-ös Konföderációs Kupára készült az Oroszország elleni 2-2-es döntetlen alkalmával. Az első válogatott gólját 2005. június 29-én szerezte Tunézia ellen, de kiállították a második mérkőzésén Mexikó ellen.
Tagja volt a német válogatott 2006-os világbajnoki keretének, de kihagyta az első két csoportmérkőzést a Konföderációs Kupán kapott piros lapja miatt. Csereként lépett pályára a harmadik helyért rendezett mérkőzésen.
2007 májusában a Hannover 96-ba igazolt.

## Magánélete
Neki és a barátnőjének, Jenny-nek van egy Janatha-Fey nevű kislánya, aki 2007. március 15-én született.

## Külső hivatkozások
- Hivatalos honlap
- Mike Hanke